# ファザー・オブ・オール…
ファザー・オブ・オール…（Father Of All...）は、アメリカ合衆国のパンクバンド、グリーン・デイ（Green Day）の13枚目のスタジオ・アルバムである。
全11曲所収。（アメリカ本国では10曲）

## 概要
このアルバムは、これまでのグリーン・デイの伝統的なパンクロックサウンドから逸脱しており、 10枚目のスタジオ・アルバムである『ドス！』（¡Dos!）に似たガレージロックの要素を取り入れている。
このアルバムに先立って、『ファザー・オブ・オール…（Father of All...）』、『ファイア、レディー、エイム（Fire, Ready, Aim）』、『オー・イエー！（Oh Yeah!）』の3曲がリリースされた。このアルバムは、イギリスやオーストラリアのアルバムチャートなどで初登場1位を獲得した。だが、批評家からは賛否両論の評価を受け、ファンからは否定的な評価を受けた。アルバムのテンポの速さとエネルギーは称賛されたが、歌詞と演奏時間については批判された。

## ジャケット画像について
本アルバムのジャケット画像には、2004年に発売したアルバム『アメリカン・イディオット』のカバーアートの再利用版が使用されており、腕の部分にアルバムタイトルをフルネームで書いたが、「マザーファッカーズ」という言葉はユニコーンの絵で隠している。だが、限定版では、ユニコーンのない無修正版が使用されている。

## 収録曲
|          | タイトル                                                                     | 時間  |
| -------- | ---------------------------------------------------------------------------- | ----- |
| 1.       | ファザー・オブ・オール…"Father of All..."                                    | 2:31  |
| 2.       | ファイア、レディ、エイム"Fire, Ready, Aim"                                   | 1:52  |
| 3.       | オー・イエー！"Oh Yeah!"                                                     | 2:51  |
| 4.       | ミート・ミー・オン・ザ・ルーフ"Meet Me on the Roof"                          | 2:39  |
| 5.       | アイ・ワズ・ア・ティーンエイジ・ティーンエイジャー"I Was a Teenage Teenager" | 3:44  |
| 6.       | ステーブ・ユー・イン・ザ・ハート"Stab You in the Heart"                      | 2:10  |
| 7.       | シュガー・コース"Sugar Youth"                                                | 1:54  |
| 8.       | ジャンキース・オン・ア・ハイ"Junkies on a High"                              | 3:06  |
| 9.       | テイク・ザ・マネー・アンド・クロール"Take the Money and Crawl"               | 2:08  |
| 10.      | グラフィティア"Graffitia"                                                    | 3:17  |
| トータル | トータル                                                                     | 26:12 |

以下の曲は日本版のみに収録
|          | タイトル                                                                       | 時間  |
| -------- | ------------------------------------------------------------------------------ | ----- |
| 11.      | バン・バン（ライヴ・フロム・ザ・ウィスキー）"Bang Bang" (live from the Whisky) | 3:52  |
| トータル | トータル                                                                       | 30:09 |